# Damernas 4 × 50 meter medley vid världsmästerskapen i kortbanesimning 2022
Damernas 4 × 50 meter medley vid världsmästerskapen i kortbanesimning 2022 avgjordes den 17 december 2022 i Melbourne Sports and Aquatic Centre i Melbourne i Australien.
Guldet togs av Australiens kapplag som noterade ett nytt världsrekord efter ett lopp på 1 minut och 42,35 sekunder. Silvret togs av USA och bronset av Sverige.

## Rekord
Inför tävlingens start fanns följande världs- och mästerskapsrekord:
|                   | Nation      | Tid     | Ort                                             | Datum                            |
| ----------------- | ----------- | ------- | ----------------------------------------------- | -------------------------------- |
| Världsrekord      | USA Sverige | 1.42,38 | Hangzhou, Kina Abu Dhabi, Förenade arabemiraten | 12 december 201817 december 2021 |
| Mästerskapsrekord | USA         | 1.42,38 | Hangzhou, Kina                                  | 12 december 2018                 |

Följande nya rekord noterades under mästerskapet:
| Datum       | Omgång | Namn                                                                                         | Nation     | Tid     | Rekord     |
| ----------- | ------ | -------------------------------------------------------------------------------------------- | ---------- | ------- | ---------- |
| 17 december | Final  | Mollie O'Callaghan (25,49) Chelsea Hodges (29,11) Emma McKeon (24,43) Madison Wilson (23,32) | Australien | 1.42,35 | 0VR0, 0MR0 |

## Resultat

### Försöksheat
Försöksheaten startade klockan 11:05.
| Placering | Heat | Bana | Nation         | Simmare                                                                                            | Tid           | Noteringar    |
| --------- | ---- | ---- | -------------- | -------------------------------------------------------------------------------------------------- | ------------- | ------------- |
| 1         | 1    | 8    | Australien     | Kaylee McKeown (26,42) Jenna Strauch (30,21) Emma McKeon (24,79) Madison Wilson (23,36)            | 1.44,78       | 0Q0, 0AR0     |
| 2         | 2    | 4    | Sverige        | Hanna Rosvall (26,49) Klara Thormalm (29,40) Sara Junevik (24,42) Sofia Åstedt (24,52)             | 1.44,83       | 0Q0           |
| 3         | 2    | 6    | Frankrike      | Analia Pigrée (26,49) Charlotte Bonnet (29,63) Mélanie Henique (25,36) Béryl Gastaldello (23,38)   | 1.44,86       | 0Q0, 0NR0     |
| 4         | 1    | 1    | Japan          | Miki Takahashi (26,86) Reona Aoki (29,38) Moe Tsuda (24,73) Yume Jinno (24,44)                     | 1.45,41       | 0Q0           |
| 5         | 2    | 5    | Nederländerna  | Kira Toussaint (26,47) Tes Schouten (29,98) Kim Busch (25,41) Valerie van Roon (24,20)             | 1.46,06       | 0Q0           |
| 6         | 1    | 5    | Kanada         | Ingrid Wilm (26,10) Rachel Nicol (30,08) Katerine Savard (25,52) Rebecca Smith (24,46)             | 1.46,16       | 0Q0           |
| 7         | 1    | 4    | USA            | Alex Walsh (27,18) Annie Lazor (30,14) Erika Brown (25,17) Natalie Hinds (24,09)                   | 1.46,58       | 0Q0           |
| 8         | 1    | 7    | Tjeckien       | Simona Kubová (26,31) Kristýna Horská (30,82) Barbora Seemanová (25,52) Barbora Janíčková (24,08)  | 1.46,73       | 0Q0           |
| 9         | 2    | 1    | Sydkorea       | Kim San-ha (26,67) Moon Su-a (31,18) Kim Seo-yeong (25,83) Hur Yeon-kyung (24,56)                  | 1.48,24       |               |
| 10        | 2    | 3    | Kina           | Peng Xuwei (27,10) Yang Chang (30,48) Zhang Yifan (26,63) Liu Shuhan (24,11)                       | 1.48,32       |               |
| 11        | 2    | 2    | Slovakien      | Tamara Potocká (28,37) Andrea Podmaníková (29,79) Lillian Slušná (26,12) Teresa Ivanová (24,23)    | 1.48,51       | 0NR0          |
| 12        | 1    | 6    | Hongkong       | Stephanie Au (27,45) Lam Hoi Kiu (31,68) Chan Kin Lok (27,26) Chang Yujuan (26,22)                 | 1.52,61       |               |
| 13        | 2    | 7    | Sydafrika      | Milla Drakopoulos (28,24) Emily Visagie (31,46) Caitlin de Lange (26,87) Hannah Pearse (27,19)     | 1.53,76       |               |
| 14        | 1    | 2    | Peru           | Alexia Sotomayor (28,50) McKenna DeBever (32,35) María Fe Muñoz (28,21) Rafaela Fernandini (25,12) | 1.54,18       | 0NR0          |
| 15        | 1    | 3    | Italien        | | Startade inte | Startade inte |
| 15        | 2    | 8    | Storbritannien | | Startade inte | Startade inte |

### Final
Finalen startade klockan 19:35.
| Placering | Bana | Nation        | Simmare                                                                                           | Tid     | Noteringar |
| --------- | ---- | ------------- | ------------------------------------------------------------------------------------------------- | ------- | ---------- |
| 1         | 4    | Australien    | Mollie O'Callaghan (25,49) Chelsea Hodges (29,11) Emma McKeon (24,43) Madison Wilson (23,32)      | 1.42,35 | 0VR0       |
| 2         | 1    | USA           | Claire Curzan (25,75) Lilly King (29,00) Torri Huske (24,94) Kate Douglass (22,72)                | 1.42,41 |            |
| 3         | 5    | Sverige       | Louise Hansson (25,86) Klara Thormalm (29,34) Sara Junevik (24,06) Michelle Coleman (23,17)       | 1.42,43 |            |
| 4         | 7    | Kanada        | Kylie Masse (25,84) Sydney Pickrem (29,69) Maggie Mac Neil (24,40) Taylor Ruck (23,63)            | 1.43,56 | 0NR0       |
| 5         | 2    | Nederländerna | Kira Toussaint (26,20) Tes Schouten (29,81) Maaike de Waard (24,39) Marrit Steenbergen (23,32)    | 1.43,72 |            |
| 6         | 3    | Frankrike     | Analia Pigrée (26,30) Charlotte Bonnet (29,64) Mélanie Henique (24,78) Beryl Gastadello (23,24)   | 1.43,96 | 0NR0       |
| 7         | 6    | Japan         | Miki Takahashi (26,84) Reona Aoki (29,67) Moe Tsuda (24,74) Chihiro Igarashi (24,04)              | 1.45,29 |            |
| 8         | 8    | Tjeckien      | Simona Kubová (26,40) Kristýna Horská (30,50) Barbora Seemanová (25,43) Barbora Janíčková (24,07) | 1.46,40 |            |